# Roger Grundin
Roger Grundin, Lars Roger Grundin, travtränare och affärsman född i Karlstad 19 oktober 1949. Han hade stora framgångar som unghästtränare i Sverige under 1970-, 1980-, och 1990-talet. Grundin gjorde storvinster överallt i Sverige och är kanske mest känd för sina insatser på Axevalla travbana utanför Skara. 
Han inledde karriären hos Uno Swed på Färjestadstravet i Karlstad och följde därefter med Olle Elfstrand till Åbytravet utanför Göteborg. Höjdpunkter var med hästarna Lyon och Flight Chap och redan tidigt i karriären representerade han Sverige i VM-löpningar i USA. Därefter var han privattränare för Stall Palema i Edsvära samt hade egen travträningsverksamhet i nära fyra decennier.
Han tränade bl.a. travstoet Little Brown Jug och även dottern Touch Me Later. Familjen byggde upp en framgångsrik avelsverksamhet med flera av dåtidens världskända avelshingstar för varmblodiga hästar i representationen. Utöver verksamheten i Sverige bedrevs också omfattande stuteriverksamheter i Italien, Frankrike, Tyskland, Danmark, Irland och USA; inte sällan i nära samarbeten med lokala partners.
Under 90-talet flyttade Grundin till Italien och inledde en framgångsrik karriär inom italiensk travsport. På gårdar i Bologna, Rom och Bolgheri bedrevs både hästuppfödning och professionell träning av elithästar. Bland annat arbetade han med Jean-Pierre Dubois, och grundlade världens främsta travhäst Varennes framgångsrika tävlingskarriär.